# 292

## Събития

### Според мястото

#### Римска империя
- Констанций Хлор се развежда с Елена, майката на Константин Велики (приблизителна дата).
- Римският военачалник Ахил е провъзгласен за император в Александрия. В продължение на две години той се съпротивлява на армията на Диоклециан, но в крайна сметка бунтът е потушен.

#### Азия
- Нарзех става съимператор на Персия.

#### Америка
- Направена е най-старата известна майска стела.